# Gambota
En náutica, las gambotas (rabo de gallo) de un barco, son unas piezas verticales de madera que se apoyan en el yugo principal y sostienen la borda. Las gambotas en conjunto forman el lanzamiento (inclinación de la popa de espejo). Las gambotas junto con los yugos, aletas y codaste componen el esqueleto de popa.

## Descripción
Las piezas principales de la popa de un barco de esta clase, de forma cuadrada, son el codaste y las aletas, respectivamente las piezas AB y CD de la figura 1. Entre éstas se fijan los yugos EF que forman el armazón del espejo, y sobre el alto, que es el yugo principal, se arman, fijándolas a él con espiga, las gambotas MN, cuya forma indica la figura 2. La MN recibe el nombre de gambota de esquina.

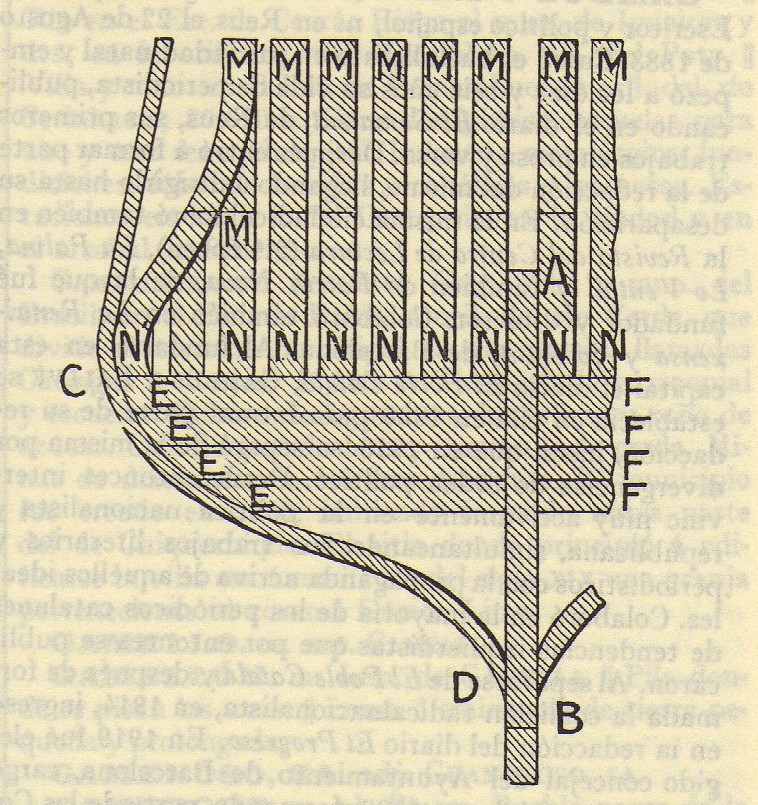
Figura 1.
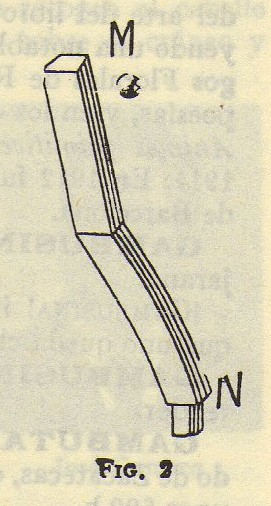
Gambota de esquina.

## Tipos
| Español    | Inglés                       | descripción                                  |
| Gambotas   | Stern timbers (Stern frames) | descripción                                  |
| ---------- | ---------------------------- | -------------------------------------------- |
| de esquina | Side counter (Outer)         | Son los más externos.                        |
| Corta      | Short                        | Son los que no llegan hasta el coronamiento. |
| Larga      | Long                         | Son los que llegan hasta el coronamiento.    |

## Palabra parecida
- Gambotas: son unas piezas verticales de madera que se apoyan por sus pies (extremos bajos) en la parte superior de la curva banda y sostienen los Brazales, a modo de columnas.